# Maldegem
Maldegem és un municipi belga de la província de Flandes Oriental a la regió de Flandes.

## Seccions
| #          | Nom                             | Extensió (km²) | Població (31/12/2009)     |
| ---------- | ------------------------------- | -------------- | ------------------------- |
| I (IV) (V) | Maldegem -Maldegem -Kleit -Donk | 61,08          | 16.155 12.501 2.600 1.054 |
| II         | Adegem                          | 27,70          | 6.042                     |
| III        | Middelburg                      | 5,86           | 589                       |

## Evolució demogràfica
- Fonts:NIS, www.meetjesland.be i ajuntament de Maldegem
- 1977: annexió d'Adegem i Middelburg

## Situació
- a. Sint-Laureins
- b. Eeklo
- c. Oostwinkel (Zomergem)
- d. Ursel (Knesselare)
- e. Knesselare
- f. Oedelem (Beernem)
- g. Sijsele (Damme)
- h. Moerkerke (Damme)
- i. Lapscheure (Damme)

i al municipi neeerlandès de Sluis, a la província de Zelanda (Flandes zelandès).

## Llocs d'interés
- Costell de Middelburg (monument llistat)

## Agermanaments
- Ermont
- Lampertheim (Alemanya)
- Wierden
- Adria